# Treshchiny Kurochkina
Treshchiny Kurochkina (englische Transkription von russisch Трещины Курочкина Treschtschiny Kurotschkina, deutsch ‚Kurotschkinrinne‘) ist eine Gletscherspalte des antarktischen Eisschilds im ostantarktischen Coatsland. Sie liegt westlich der Shackleton Range.
Russische Wissenschaftler benannten sie; der Namensgeber ist nicht überliefert. 